# Segunda División B de España 1977-78
La temporada de la Segunda División B 1977/78 de fútbol fue la temporada inaugural de la competición, que pasó a convertirse en la tercera categoría del fútbol español. Comenzó el 3 de septiembre de 1977 y terminó el 14 de mayo.

## Sistema de competición
Participaron cuarenta clubes de toda la geografía española. Encuadrados en dos grupos, se enfrentaron todos contra todos en dos ocasiones -una en campo propio y otra en campo contrario- durante un total de 38 jornadas. El orden de los encuentros se decidía por sorteo antes de empezar la competición. La Real Federación Española de Fútbol era la responsable de designar a los árbitros de cada encuentro.
El ganador de un partido obtenía dos puntos, el perdedor no sumaba puntos, y en caso de un empate había un punto para cada equipo. Al término del campeonato, el equipo que acumulaba más puntos se proclamaba campeón y ascendía, junto con el subcampeón, a Segunda División.
Los tres últimos equipos clasificados de cada grupo descendían a Tercera División.

## Nota
Hoy en día hay clubes que su nombre han derivado a idiomas como catalán-valenciano-balear, euskera o gallego; pero para reflejar la realidad de la época, los nombres de los equipos aparecen tal y como se inscribieron para competir en esta temporada.
Al comenzar la temporada en 1977 aún no existían las Comunidades autónomas y por ese motivo en la sección de Equipos por grupos y regiones se hace la distribución en las regiones que existían en aquel año.

## Equipos de la temporada 1977/78
| Datos de ascensos y descensos |
| --- |
| FC Barcelona Atlético, Levante UD, Pontevedra CF y CD San Andrés descienden de Segunda División A a Segunda División B. Baracaldo CF, Real Murcia CF, Atlético Osasuna y CD Sabadell ascienden de Tercera División a Segunda División A. Algeciras CF, AD Almería, CD Atlético Baleares, Atlético Madrileño, CD Badajoz, CD Basconia, Bilbao Athletic, Castilla CF, Caudal Deportivo, AD Ceuta, SD Compostela, Cultural Leonesa, CD Díter Zafra, CD Eldense, CD Ensidesa, Gerona CF, SD Huesca, UP Langreo, Linares CF, UD Lérida, RCD Mallorca, CD Mirandés, CD Olímpico, Onteniente CF, CD Orense, Palencia CF, CD Pegaso, Racing Club de Ferrol, Racing Club Portuense y Real Unión Club, Sestao SC, Sevilla Atlético, AD Torrejón, CD Tudelano, Vinaroz CF y Xerez CD ascienden de Tercera División a Segunda División B. |

## Equipos por grupos y regiones
Los equipos fueron distribuidos en dos grupos atendiendo a criterios de proximidad geográfica, y evitando la separación de equipos de una misma región. 9 regiones fueron adscritas al grupo I, y las 6 restantes, al grupo II.
| Grupo I - Aragón: SD Huesca - Asturias: Caudal Deportivo, CD Ensidesa y UP Langreo - Canarias: Ninguno - Castilla la Nueva: Atlético Madrileño, Castilla CF, CD Pegaso y AD Torrejón - Castilla la Vieja: CD Mirandés y Palencia CF - Galicia: SD Compostela, CD Orense, Pontevedra CF y Racing Club de Ferrol - León: Cultural Leonesa - Navarra: CD Tudelano - Provincias Vascongadas: CD Basconia, Bilbao Athletic, Real Unión Club y Sestao SC |  | Grupo II - Andalucía: AD Almería, Algeciras CF, AD Ceuta, Linares CF, Racing Portuense, Sevilla Atlético y Xerez CD - Baleares: CD Atlético Baleares y RCD Mallorca - Cataluña: FC Barcelona Atlético, Gerona CF, UD Lérida y CD San Andrés - Extremadura: CD Badajoz y CD Díter Zafra - Murcia: Ninguno - Valencia: CD Eldense, Levante UD, CD Olímpico, Onteniente CF y Vinaroz CF |

## Grupo I

### Clasificación
| Pos. | Equipo                  | Pts. | PJ | G  | E  | P  | GF | GC | Dif. | Clasificación               |
| ---- | ----------------------- | ---- | -- | -- | -- | -- | -- | -- | ---- | --------------------------- |
| 1    | Racing de Ferrol (C, A) | 50   | 38 | 21 | 8  | 9  | 61 | 31 | +30  | Ascenso a Segunda División  |
| 2    | Castilla C. F. (A)      | 49   | 38 | 21 | 7  | 10 | 80 | 43 | +37  | Ascenso a Segunda División  |
| 3    | C. D. Orense            | 43   | 38 | 14 | 15 | 9  | 44 | 37 | +7   |                             |
| 4    | C. D. Mirandés          | 43   | 38 | 17 | 9  | 12 | 58 | 44 | +14  |                             |
| 5    | Bilbao Athletic         | 42   | 38 | 16 | 10 | 12 | 75 | 54 | +21  |                             |
| 6    | Cultural Leonesa        | 42   | 38 | 18 | 6  | 14 | 49 | 38 | +11  |                             |
| 7    | Pontevedra C. F.        | 42   | 38 | 16 | 10 | 12 | 43 | 36 | +7   |                             |
| 8    | U. P. Langreo           | 41   | 38 | 19 | 3  | 16 | 49 | 45 | +4   |                             |
| 9    | A. D. Torrejón          | 41   | 38 | 16 | 9  | 13 | 56 | 52 | +4   |                             |
| 10   | Real Unión Club         | 40   | 38 | 16 | 8  | 14 | 46 | 44 | +2   |                             |
| 11   | Atlético Madrileño      | 38   | 38 | 14 | 10 | 14 | 39 | 52 | −13  |                             |
| 12   | S. D. Huesca            | 36   | 38 | 14 | 8  | 16 | 56 | 53 | +3   |                             |
| 13   | Palencia C. F.          | 36   | 38 | 15 | 6  | 17 | 46 | 55 | −9   |                             |
| 14   | C. D. Ensidesa          | 34   | 38 | 12 | 10 | 16 | 37 | 45 | −8   |                             |
| 15   | C. D. Pegaso            | 34   | 38 | 13 | 8  | 17 | 58 | 64 | −6   |                             |
| 16   | Caudal Deportivo        | 33   | 38 | 13 | 7  | 18 | 31 | 50 | −19  |                             |
| 17   | Sestao S. C.            | 32   | 38 | 11 | 10 | 17 | 45 | 55 | −10  |                             |
| 18   | S. D. Compostela (D)    | 31   | 38 | 12 | 7  | 19 | 51 | 71 | −20  | Descenso a Tercera División |
| 19   | C. D. Tudelano (D)      | 29   | 38 | 10 | 9  | 19 | 41 | 58 | −17  | Descenso a Tercera División |
| 20   | C. D. Basconia (D)      | 24   | 38 | 9  | 6  | 23 | 36 | 74 | −38  | Descenso a Tercera División |

 Fuente: BDFútbol
Criterios de clasificación: Puntos · Diferencia de goles · Goles a favor · Play-off

### Resultados
| Local \ Visitante  | ATM | BAS | BIL | CAS | CAU | COM | CUL | ENS | HUE | LAN | MIR | ORE | PAL | PEG | PON | RFE | RUN | SES | TOR | TUD |
| ------------------ | --- | --- | --- | --- | --- | --- | --- | --- | --- | --- | --- | --- | --- | --- | --- | --- | --- | --- | --- | --- |
| Atlético Madrileño | —   | 2–1 | 0–4 | 1–1 | 1–0 | 2–1 | 0–1 | 3–2 | 1–1 | 1–0 | 1–1 | 2–1 | 1–0 | 2–1 | 1–1 | 0–0 | 0–0 | 1–0 | 0–0 | 3–2 |
| C. D. Basconia     | 2–1 | —   | 1–1 | 1–0 | 1–2 | 2–4 | 0–1 | 2–0 | 1–2 | 2–1 | 2–1 | 1–2 | 0–1 | 3–2 | 0–3 | 0–0 | 2–0 | 3–1 | 2–1 | 0–3 |
| Bilbao Athletic    | 4–1 | 3–0 | —   | 1–2 | 0–0 | 5–0 | 4–1 | 4–0 | 1–1 | 2–1 | 0–1 | 2–0 | 5–2 | 4–4 | 1–1 | 1–0 | 2–2 | 2–0 | 3–3 | 1–0 |
| Castilla C. F.     | 2–2 | 4–0 | 2–4 | —   | 6–0 | 2–1 | 2–1 | 0–0 | 4–1 | 4–0 | 2–1 | 1–0 | 2–1 | 4–0 | 5–2 | 2–1 | 2–1 | 5–2 | 1–2 | 3–1 |
| Caudal Deportivo   | 2–1 | 1–0 | 0–2 | 0–0 | —   | 3–0 | 1–2 | 1–0 | 2–1 | 1–0 | 0–0 | 1–0 | 0–2 | 1–0 | 0–0 | 2–0 | 4–0 | 1–1 | 2–0 | 1–0 |
| S. D. Compostela   | 2–3 | 2–1 | 2–1 | 0–3 | 2–1 | —   | 1–0 | 2–0 | 3–0 | 0–1 | 3–1 | 2–2 | 3–0 | 3–2 | 0–0 | 1–1 | 3–2 | 0–1 | 1–1 | 2–1 |
| Cultural Leonesa   | 0–1 | 2–0 | 3–2 | 0–0 | 1–0 | 3–1 | —   | 2–0 | 2–0 | 1–2 | 3–0 | 1–2 | 3–1 | 2–1 | 2–0 | 0–0 | 1–0 | 1–0 | 4–0 | 3–1 |
| C. D. Ensidesa     | 1–1 | 3–1 | 3–1 | 3–1 | 1–0 | 1–0 | 1–1 | —   | 3–0 | 0–0 | 1–1 | 2–1 | 1–0 | 3–1 | 2–0 | 0–1 | 2–1 | 2–1 | 0–1 | 0–0 |
| S. D. Huesca       | 1–0 | 2–1 | 1–1 | 0–2 | 2–1 | 6–1 | 3–1 | 1–1 | —   | 1–1 | 1–1 | 5–0 | 5–1 | 0–1 | 1–2 | 2–1 | 3–2 | 2–0 | 4–1 | 1–0 |
| U. P. Langreo      | 2–0 | 2–0 | 3–0 | 0–2 | 2–0 | 3–0 | 1–0 | 2–1 | 3–0 | —   | 2–0 | 2–2 | 1–0 | 4–1 | 2–0 | 2–3 | 1–0 | 1–0 | 1–0 | 2–1 |
| C. D. Mirandés     | 2–0 | 5–2 | 6–2 | 2–0 | 4–1 | 2–1 | 2–1 | 2–1 | 0–0 | 2–0 | —   | 2–1 | 3–2 | 0–0 | 0–0 | 0–1 | 1–0 | 4–1 | 3–1 | 2–0 |
| C. D. Orense       | 1–1 | 1–1 | 2–2 | 1–0 | 1–0 | 2–0 | 2–0 | 0–0 | 2–0 | 2–0 | 3–0 | —   | 1–1 | 1–0 | 2–0 | 1–0 | 1–0 | 1–1 | 0–0 | 1–1 |
| Palencia C. F.     | 3–0 | 3–0 | 1–0 | 1–1 | 1–1 | 2–1 | 1–0 | 4–0 | 2–1 | 3–2 | 0–3 | 2–1 | —   | 1–0 | 0–2 | 0–0 | 0–0 | 3–2 | 2–1 | 2–0 |
| C. D. Pegaso       | 3–1 | 5–0 | 2–2 | 4–3 | 4–0 | 4–4 | 0–2 | 2–1 | 2–1 | 2–0 | 1–1 | 1–2 | 1–1 | —   | 1–0 | 1–1 | 2–0 | 1–1 | 2–0 | 3–1 |
| Pontevedra C. F.   | 2–0 | 0–0 | 0–1 | 2–1 | 2–0 | 3–2 | 0–0 | 3–0 | 1–0 | 2–0 | 1–0 | 1–1 | 1–0 | 2–0 | —   | 2–1 | 0–0 | 4–0 | 1–1 | 3–1 |
| Racing de Ferrol   | 3–0 | 5–1 | 2–1 | 4–1 | 2–0 | 1–1 | 4–1 | 1–0 | 0–2 | 4–1 | 1–0 | 2–2 | 4–0 | 3–1 | 2–0 | —   | 3–0 | 2–1 | 2–0 | 2–0 |
| Real Unión Club    | 1–0 | 2–2 | 2–0 | 2–1 | 2–1 | 3–0 | 1–0 | 1–0 | 2–2 | 3–1 | 3–1 | 0–0 | 2–1 | 4–0 | 1–0 | 2–1 | —   | 2–1 | 1–0 | 3–1 |
| Sestao S. C.       | 1–2 | 0–0 | 2–5 | 0–0 | 3–0 | 0–0 | 1–1 | 1–1 | 2–1 | 2–0 | 3–2 | 1–0 | 2–1 | 1–0 | 4–1 | 0–1 | 2–0 | —   | 1–1 | 4–0 |
| A. D. Torrejón     | 2–1 | 5–1 | 2–1 | 0–4 | 5–0 | 3–0 | 2–1 | 2–1 | 2–1 | 1–2 | 2–1 | 0–0 | 4–1 | 2–3 | 1–0 | 3–1 | 3–1 | 1–1 | —   | 2–1 |
| C. D. Tudelano     | 1–2 | 1–0 | 1–0 | 1–5 | 1–1 | 3–2 | 1–1 | 0–0 | 2–1 | 2–1 | 1–1 | 2–2 | 1–0 | 3–0 | 3–1 | 0–1 | 0–0 | 3–1 | 1–1 | —   |

## Grupo II

### Clasificación
| Pos. | Equipo                      | Pts. | PJ | G  | E  | P  | GF | GC | Dif. | Clasificación               |
| ---- | --------------------------- | ---- | -- | -- | -- | -- | -- | -- | ---- | --------------------------- |
| 1    | A. D. Almería (C, A)        | 56   | 38 | 25 | 6  | 7  | 68 | 27 | +41  | Ascenso a Segunda División  |
| 2    | Algeciras C. F. (A)         | 53   | 38 | 21 | 11 | 6  | 54 | 27 | +27  | Ascenso a Segunda División  |
| 3    | A. D. Ceuta                 | 52   | 38 | 23 | 6  | 9  | 60 | 29 | +31  |                             |
| 4    | Levante U. D.               | 42   | 38 | 18 | 6  | 14 | 53 | 37 | +16  |                             |
| 5    | F. C. Barcelona Atlético    | 41   | 38 | 18 | 5  | 15 | 59 | 43 | +16  |                             |
| 6    | Gerona C. F.                | 39   | 38 | 18 | 3  | 17 | 48 | 49 | −1   |                             |
| 7    | Xerez C. D.                 | 39   | 38 | 16 | 7  | 15 | 54 | 47 | +7   |                             |
| 8    | C. D. Olímpico              | 38   | 38 | 16 | 6  | 16 | 44 | 41 | +3   |                             |
| 9    | C. D. Díter Zafra           | 38   | 38 | 15 | 8  | 15 | 46 | 54 | −8   |                             |
| 10   | Racing Portuense            | 37   | 38 | 15 | 7  | 16 | 33 | 34 | −1   |                             |
| 11   | C. D. San Andrés            | 37   | 38 | 15 | 7  | 16 | 34 | 46 | −12  |                             |
| 12   | Vinaroz C. F.               | 36   | 38 | 14 | 8  | 16 | 46 | 51 | −5   |                             |
| 13   | Sevilla Atlético            | 36   | 38 | 14 | 8  | 16 | 51 | 61 | −10  |                             |
| 14   | Linares C. F.               | 35   | 38 | 11 | 13 | 14 | 33 | 41 | −8   |                             |
| 15   | C. D. Badajoz               | 34   | 38 | 13 | 8  | 17 | 42 | 43 | −1   |                             |
| 16   | U. D. Lérida                | 34   | 38 | 13 | 8  | 17 | 39 | 46 | −7   |                             |
| 17   | Onteniente C. F.            | 31   | 38 | 13 | 5  | 20 | 38 | 53 | −15  |                             |
| 18   | R. C. D. Mallorca (D)       | 28   | 38 | 9  | 10 | 19 | 28 | 46 | −18  | Descenso a Tercera División |
| 19   | C. D. Eldense (D)           | 28   | 38 | 10 | 8  | 20 | 41 | 61 | −20  | Descenso a Tercera División |
| 20   | C. D. Atlético Baleares (D) | 26   | 38 | 10 | 6  | 22 | 31 | 66 | −35  | Descenso a Tercera División |

 Fuente: BDFútbol
Criterios de clasificación: Puntos · Diferencia de goles · Goles a favor · Play-off

### Resultados
| Local \ Visitante        | ALG | ALM | BAL | BAD | BAR | CEU | DIT | ELD | GER | LER | LEV | LIN | MAL | OLI | ONT | RAC | SAD | SEV | VIN | XER |
| ------------------------ | --- | --- | --- | --- | --- | --- | --- | --- | --- | --- | --- | --- | --- | --- | --- | --- | --- | --- | --- | --- |
| Algeciras C. F.          | —   | 2–1 | 2–1 | 1–0 | 2–1 | 0–0 | 3–1 | 1–0 | 2–0 | 1–1 | 2–1 | 3–0 | 2–1 | 2–2 | 1–0 | 3–1 | 1–0 | 5–2 | 2–1 | 3–3 |
| A. D. Almería            | 1–1 | —   | 2–0 | 0–0 | 3–0 | 2–1 | 3–0 | 1–1 | 2–0 | 3–1 | 1–0 | 2–0 | 4–0 | 2–1 | 2–0 | 3–0 | 3–0 | 1–1 | 2–0 | 1–0 |
| C. D. Atlético Baleares  | 0–3 | 2–1 | —   | 2–2 | 1–0 | 1–1 | 1–0 | 0–1 | 2–3 | 2–1 | 1–1 | 1–0 | 2–1 | 1–0 | 4–2 | 1–0 | 1–2 | 2–0 | 1–1 | 0–1 |
| C. D. Badajoz            | 0–2 | 1–0 | 4–0 | —   | 1–2 | 3–0 | 0–1 | 2–0 | 1–2 | 3–1 | 2–0 | 1–1 | 3–1 | 1–1 | 3–1 | 1–0 | 2–0 | 1–0 | 3–2 | 1–1 |
| F. C. Barcelona Atlético | 1–0 | 1–0 | 3–1 | 1–0 | —   | 1–1 | 1–3 | 2–0 | 2–0 | 2–1 | 2–0 | 2–1 | 2–0 | 1–1 | 8–1 | 3–2 | 0–1 | 6–2 | 0–1 | 2–1 |
| A. D. Ceuta              | 3–2 | 3–0 | 4–0 | 1–0 | 1–0 | —   | 2–0 | 3–0 | 3–0 | 3–1 | 1–2 | 3–0 | 2–0 | 3–0 | 1–0 | 1–0 | 1–0 | 3–0 | 6–0 | 1–0 |
| C. D. Díter Zafra        | 0–0 | 1–3 | 0–0 | 1–0 | 0–0 | 2–0 | —   | 2–1 | 3–0 | 4–3 | 2–0 | 1–0 | 0–0 | 1–0 | 2–2 | 2–0 | 1–0 | 3–2 | 0–0 | 1–0 |
| C. D. Eldense            | 1–4 | 2–4 | 2–0 | 3–2 | 2–1 | 0–0 | 2–2 | —   | 1–1 | 1–3 | 1–1 | 4–1 | 0–1 | 0–0 | 3–0 | 2–0 | 0–1 | 2–0 | 3–1 | 2–2 |
| Gerona C. F.             | 0–1 | 3–2 | 4–0 | 1–0 | 2–1 | 0–1 | 2–1 | 3–0 | —   | 1–1 | 1–0 | 0–0 | 1–0 | 3–1 | 2–1 | 1–0 | 4–0 | 2–0 | 2–0 | 4–1 |
| U. D. Lérida             | 0–0 | 1–1 | 1–1 | 1–0 | 4–2 | 2–1 | 1–0 | 0–2 | 1–2 | —   | 0–0 | 2–1 | 0–0 | 1–0 | 1–0 | 2–0 | 3–1 | 1–2 | 1–0 | 1–0 |
| Levante U. D.            | 0–1 | 0–1 | 4–1 | 2–0 | 2–1 | 1–0 | 4–2 | 4–0 | 3–0 | 2–1 | —   | 2–1 | 2–0 | 0–2 | 2–0 | 0–0 | 5–1 | 2–1 | 2–0 | 1–0 |
| Linares C. F.            | 0–0 | 1–1 | 3–0 | 2–2 | 0–2 | 1–2 | 2–2 | 2–0 | 1–0 | 2–0 | 0–0 | —   | 0–0 | 1–0 | 3–0 | 1–0 | 0–0 | 2–0 | 0–0 | 1–0 |
| R. C. D. Mallorca        | 0–0 | 0–2 | 1–0 | 1–2 | 0–0 | 1–1 | 4–1 | 3–1 | 3–1 | 2–0 | 1–0 | 2–0 | —   | 1–2 | 0–1 | 1–0 | 0–0 | 0–1 | 0–0 | 0–0 |
| C. D. Olímpico           | 0–1 | 1–2 | 3–1 | 2–0 | 1–0 | 1–0 | 1–0 | 3–2 | 1–0 | 1–0 | 1–2 | 0–0 | 3–1 | —   | 2–1 | 0–0 | 1–0 | 3–1 | 3–1 | 5–1 |
| Onteniente C. F.         | 1–0 | 1–3 | 2–1 | 0–0 | 3–1 | 1–2 | 4–0 | 0–0 | 3–1 | 0–1 | 1–0 | 0–1 | 3–0 | 1–0 | —   | 0–0 | 2–0 | 2–1 | 1–0 | 2–0 |
| Racing Portuense         | 0–0 | 1–0 | 1–0 | 3–0 | 1–0 | 0–1 | 4–2 | 2–1 | 3–0 | 2–0 | 2–1 | 0–1 | 1–0 | 1–0 | 1–0 | —   | 1–1 | 1–1 | 1–1 | 1–0 |
| C. D. San Andrés         | 1–0 | 0–2 | 2–0 | 3–0 | 2–2 | 0–0 | 1–0 | 3–0 | 2–1 | 1–0 | 0–4 | 1–1 | 1–0 | 1–0 | 1–0 | 0–2 | —   | 4–2 | 2–2 | 1–0 |
| Sevilla Atlético         | 0–0 | 0–3 | 2–0 | 2–1 | 2–1 | 3–2 | 1–3 | 2–0 | 1–0 | 0–0 | 3–1 | 1–1 | 4–1 | 2–0 | 0–0 | 2–0 | 3–1 | —   | 3–0 | 3–3 |
| Vinaroz C. F.            | 1–0 | 1–3 | 4–0 | 2–0 | 0–3 | 1–2 | 5–1 | 2–0 | 2–0 | 1–0 | 1–1 | 3–1 | 1–1 | 4–1 | 2–1 | 1–0 | 1–0 | 3–0 | —   | 1–2 |
| Xerez C. D.              | 2–1 | 0–1 | 2–0 | 0–0 | 0–2 | 4–0 | 2–1 | 2–1 | 3–1 | 2–1 | 3–1 | 4–1 | 3–1 | 2–1 | 4–1 | 1–2 | 1–0 | 1–1 | 3–0 | —   |

## Resumen
Campeones de Segunda División B
| - Racing Club de Ferrol | - Agrupación Deportiva Almería |

Ascienden a Segunda división:
| Grupo I - Racing Club de Ferrol - Castilla Club de Fútbol | Grupo II - Agrupación Deportiva Almería - Algeciras Club de Fútbol |

Descienden a Tercera división: 
| Grupo I - Sociedad Deportiva Compostela - Club Deportivo Tudelano - Club Deportivo Basconia | Grupo II - Real Club Deportivo Mallorca - Club Deportivo Eldense - Club Deportivo Atlético Baleares |

## Copa del Rey
Todos los equipos de segunda división B se clasifican de forma automática para la siguiente edición de la Copa del Rey, aunque CD Mirandés, Atlético Madrileño, CD Olímpico y FC Barcelona Atlético renunciaron por motivos diversos.